# Hilari Raguer
Hilari (Ernest) Raguer i Suñer (Madrid, 11 de agosto de 1928-Monasterio de Montserrat, 1 de octubre de 2020) fue un monje benedictino e historiador español. Bautizado como Ernest, adoptó el nombre de Hilari al profesar.

## Biografía
Nació en Madrid, donde su padre, empleado de FCC, trabajaba. Al año su familia retornó a Barcelona. Durante la Guerra Civil, permaneció con su familia en la ciudad, ocultando su condición de católicos por miedo a los anarquistas.
Se licenció en Derecho en la Universidad de Barcelona, donde participó en el grupo de oposición antifranquista Torres i Bages, de orientación democristiana y catalanista, en el que coincidió con otros antifranquistas como Jordi Pujol o Joan Reventós. En 1951 fue detenido, durante la huelga de tranvías de Barcelona, permaneciendo siete meses preso en el castillo de Montjuich por "ultraje a la nación española y al sentimiento de su unidad", al ser oficial de milicias. Según sus propias declaraciones, en la cárcel descubrió su vocación sacerdotal. Gracias a las gestiones de un tío suyo, sacerdote, pudo evitarse que fuera sometido a un consejo de guerra sumarísimo, pero tras su salida de la cárcel debió permanecer dos años en arresto domiciliario. En 1954 ingresó en el monasterio de Montserrat, siendo ordenado sacerdote en 1960. Estudió Sociología en el Instituto Católico de París y ese mismo año, elaboró una memoria para la facultad de Derecho de la Sorbona sobre la Unió Democràtica de Catalunya, que posteriormente sería la base para su tesis doctoral, publicada en 1976 (La Unió Democràtica de Catalunya i el seu temps (1931-39)). Posteriormente estudió Teología en el Pontificio Ateneo Anselmiano de Roma. En 1966 fundó la revista Documents d'Església.
Ha destacado en tareas de divulgación bíblica y litúrgica y también en estudios sobre la historia política de Cataluña en el siglo XX, el papel de la Iglesia católica en la guerra civil española y la biografía de católicos catalanes represaliados por el franquismo, como el general Domingo Batet o el diputado de UDC Manuel Carrasco Formiguera.
En 1999 se encargó con Agustí Colomines de la evaluación del archivo de la Generalidad de Cataluña en el exilio, depositado en el Archivo del Nacionalismo de la Fundación Sabino Arana y devuelto al Archivo Nacional de Cataluña. Colabora asiduamente con La Vanguardia.
Desde 2001, con motivo de la elección de abad, en las que Raguer era una de las figuras más significadas del sector "catalanista" de los monjes, enfrentada al nuevo abad, Josep María Soler, Raguer abandonó el monasterio y se fue a vivir con la comunidad benedictina del santuario del Miracle, junto a Solsona.
En julio de 2008 fue nombrado, a propuesta de CiU, miembro de la junta de gobierno de Memorial Democrático de Cataluña.
El 23 de abril de 2014 le fue entregada la Cruz de Sant Jordi por la Generalidad de Cataluña.
Formó parte de la Comisión de Expertos sobre el futuro del Valle de los Caídos (2011).
El 1 de octubre de 2020, la Abadía de Montserrat anunció su fallecimiento.

## Posicionamientos políticos y sociales
Hilari Raguer se define como antifranquista, demócrata, nacionalista catalán e independentista, y ha sido identificado como uno de los religiosos más significados de la tendencia catalanista del monasterio de Montserrat. Con respecto a la Iglesia Católica y la Guerra Civil, ha mantenido opiniones que contrastan con la visión predominante en la Iglesia católica en España. Así, ha negado la condición de mártires a los religiosos católicos asesinados durante la Guerra Civil en la retaguardia republicana, al considerar que no fueron asesinados por su fe cristiana sino por la asociación de la Iglesia con la derecha política, por lo que sus asesinatos serían de naturaleza política y no religiosa, y ha criticado la actitud de la Iglesia española por no pedir perdón por su "complicidad y su silencio" con la represión franquista, o por su apoyo al franquismo. Al respecto ha acusado al episcopado español de mantener una "ideología franquista". Ha apoyado también la Ley de Memoria Histórica.
También ha negado enérgicamente el carácter de "cruzada" a la Guerra Civil, término usado por la jerarquía católica española de la época pero evitado por el Vaticano.
Hilari Raguer es también uno de los máximos defensores de la tesis de que Manuel Irurita, arzobispo de Barcelona, sobrevivió a la Guerra Civil y no fue asesinado, como habitualmente se sostiene, en diciembre de 1936.

## Obras

### Religiosos
- 23 institutos religiosos, hoy (espiritualidad y testimonio), Madrid, 1974 (coordinador)
- Anunci joiós:: reflexions sobre els evangelis de diumengesi festes, Montserrat, 1990, ISBN 84-7826-173-7
- Curs pràctic sobre els salms, Barcelona, 1993, ISBN 847826373X
- Para comprender los salmos (1996)
- El rei David (1997)
- Llegir avui l'Apocalipsi (1997)
- Leviatan: l'església i els totalitarismes, Barcelona, 1998, ISBN 84-89467-08-0
- La "lectio divina", Barcelona, 1999, ISBN 84-7467-549-9
- San Benito, padre de monjes, Barcelona, 1999, ISBN 84-7467-541-3

### Históricos y biográficos
- La Unió Democrática de Catalunya i el seu temp: (1931-1939), Montserrat, 1976, ISBN 84-7202-263-3.
- La espada y la cruz: la Iglesia 1936-1939, Barcelona, 1977, ISBN 84-02-05091-3
- Divendres de passió. Vida i mort de Manuel Carrasco i Formiguera, Barcelona, 1984, ISBN 8472026132
- Cartes de la presó, de Manuel Carrasco Formiguera, Barcelona, 1988, ISBN 8472029255 (edición y prólogo)
- El cristià Carrasco i Formiguera, Montserrat, 1989. ISBN 84-7826-020-X.
- Salvador Rial, vicari del Cardenal de la Pau, Montserrat, 1993, ISBN 84-7826-456-6
- El general Batet, Montserrat, 1994, ISBN 84-7826-527-9
- El general Batet: Franco contra Batet, crónica de una venganza, 1996, ISBN 84-297-4135-6
- Gaudeamus Igitur. Notes per a una història del Grup Torres i Bages (2000)
- El quadern de Montjuïc: records de la vaga tramvies, Barcelona, 2001, ISBN 84-8297-455-6
- La pólvora y el incienso. La Iglesia y la Guerra Civil Española (1936-1939), 2001, ISBN 84-8307-341-2
- Carrasco i Formiguera, un cristiano nacionalista: (1890-1938), Madrid, 2002, ISBN 84-288-1743-X
- Arxiu de l'església catalana durant la guerra civil, Barcelona, 2003, ISBN 8484155447
- Aita Patxi: prisionero con los gudaris, Barcelona, 2006, ISBN 84-8297-876-4
- Requiem por la cristiandad. El Concilio Vaticano II y su impacto en España', Península, 2006.
- Mecanoscrit sobre els Monjos de Montserrat (2008)
- Ser independentista no és cap pecat, Barcelona, 2012, ISBN 978-84-9846-681-2